# 早
早 (rapide, tôt) est un kanji composé de 6 traits et fondé sur 日. Il fait partie des kyôiku kanji de 1re année.
Son caractère Unicode est 65E9.
Il se lit ソウ (sou) ou サッ (satsu) en lecture on et はや (haya) ou さ (sa) en lecture kun.

## Exemples
- 早く (hayaku) : tôt, vite.
- 尚早 (shōsō) : prématuré.
- 早朝 (sōchō) : le matin de bonne heure.
- 手早い (tebayai) : rapide, agile.